# Lamba
Lamba é uma cidade na província de Cuílo, na República Democrática do Congo. Sua população é estimada em 9930 habitantes. 